# Полетът на кондора
El Cóndor Pasa (в превод: „Кондорът минава“), известна в България като „Полетът на кондора“ или „На крилете на кондора“, е оркестрова песен от едноименната опера в лирично-драматичния жанр сарсуела от перуанския композитор Даниел Аломия Роблес (1871 – 1942), написана в основано традиционната музика от Андите, по-специално на народната музика на Перу, през 1913 г.
Оттогава се смята, че в световен мащаб са произведени повече от 4000 версии на мелодията, заедно с 300 комплекта текстове. През 2004 г. Перу обявява тази песен за част от националното културно наследство.  Тази песен сега се счита за втори национален химн на Перу.
Това е най-известната перуанска песен в англоговорещия свят поради издадения кавър през 1970 г. от Саймън & Гарфънкъл в албума им Bridge over Troubled Water. Тяхната версия се нарича „El Cóndor Pasa (Ако можех)“.

## Оригинална версия в сарсуела
През 1913 г. перуанският композитор Даниел Аломия Роблес композира El Cóndor Pasa, а песента се изпълнява за първи път публично в театъра Mazzi в Лима.  Първоначално песента е музикална творба на перуанския език сарсуела.
Музиката му е композирана от Даниел Аломия Роблес през 1913 г., а текста е написан от Хулио де Ла Пас (псевдоним на драматурга от Лима Хулио Бодуен). Пиано аранжиментът на най-известната мелодия в това произведение е официално регистриран на 3 май 1933 г. от The Edward B. Marks Music Corp в библиотеката на Конгреса под номер 9643. Сарсуелата е написана в проза и се състои от музикално действие и два акта.
През юли 2013 г. културната асоциация Colectivo Centenario Cultural El Cóndor Pasa преиздава оригиналния текст, който е загубен за определен период от време, и го публикува заедно с компактдиск, съдържащ записаните диалози и има седем музикални действия. Музиката на оригиналната партитура е реконструирана от музиколога Луис Салазар Мехия в сътрудничество с музикантите Даниел Доривал и Клод Ферие и с подкрепата на културния популяризатор Марио Серон Фета и преиздадена на 14, 15 и 16 ноември 2013 г. в театър UNI в Лима, за да отпразнува първата си стогодишнина. зарзуелата включва известната едноименна мелодия, без текстове, базирана на традиционната музика на Перу, където е обявена за национално културно наследство през 2004 г.

## Версия на Саймън и Гарфънкъл
През 1965 г. американският музикант Пол Саймън чува за първи път версия на мелодията на групата Los Incas в изпълнение в парижкия Théâtre de l'Est parisien, в което и двамата участват. Саймън се сприятелява с групата, по-късно дори прави турне с тях и продуцира първия им американски албум.
Той иска от групата разрешение да използва песента в тяхната продукция. Директорът на групата и основател Хорхе Милхберг, който събира авторски възнаграждения за песента като съавтор и аранжор, погрешно отговаря, че това е традиционна перуанска композиция. Милхберг казва на Саймън, че е в съавторство и събира авторски възнаграждения.
През 1970 г. дуото Саймън и Гарфънкъл обхваща версията на Los Incas, добавяйки някои текстове на английски език, което от своя страна добавя Пол Саймън към авторите на песента под името „El Cóndor Pasa (Ако можех)“. Инструменталната версия на Los Incas е използвана като базова песен. Те включват песента в албума от 1970 г. Bridge Over Troubled Water. Simon & Garfunkel пуснаха своята версия като сингъл в САЩ, която достигна върха на # 18 в класацията Billboard Pop Singles под # 6 в класацията за лесно слушане,  през есента на 1970 г. Този кавър става огромен хит и постига международен успех и слава.
По отношение на версията на Саймън и Гарфънкъл, Даниел Аломя Роблес, Хорхе Милхберг и Пол Саймън са изброени като композитори, а Саймън се появява само като автор на текстовете на английски език. Даниел Аломия Роблес обаче първоначално не е бил посочен като композитор, защото Хорхе Милхберг е казал на Саймън, че песента се смята за популярна народна мелодия. Освен това той заявява, че е регистриран съавтор и аранжор на композицията.

## Дело за авторски права
В края на 70-те години на XX век синът на Даниел Аломя Роблес, Армандо Роблес Годой, перуански режисьор, завежда успешно дело за авторски права срещу Пол Саймън. Основанията на съдебното дело се разширяват с аргумента, че песента е написана от баща му, който е записал песента в Съединените щати през 1933 г. Армандо Роблес Годой каза, че няма лоша мисъл към Пол Саймън поради това, като я смята за „недоразумение“ и „честна грешка“.
| „ | Това беше почти приятелски съдебен процес, защото Пол Саймън уважава много другите култури. Не беше небрежно от негова страна | “ |

Армандо Роблес Годой, казва: „той чу песента в Париж от народна група на инките. Хареса му, отиде да поиска разрешение от групата а те му дадоха грешна информация“. Хорхе Милхберг му казва, че това е традиционна песен от 18-и век. „Това беше съдебно дело без големи усложнения“.
По-късно същата година Пери Комо издава версия на английската версия на Пол Саймън в албума си It Impossible, докато Джули Феликс има хит в топ 20 на Обединеното кралство, възползвайки се от решението на Саймън и Гарфънкъл да не пуснат версията си като британски сингъл .
По-късно Армандо Роблес Годой пише нови текстове на испански за песента, като приема версията на Пол Саймън за справка.

## Версия на Има Сумак
Перуанското сопрано Има Сумак пуска своята версия на тази перуанска класика, която има културно въздействие. Музикалното видео към песента е записано в едно от седемте чудеса, Мачу Пикчу.